# سنديان أسود
السنديان الأسود أو السنديان المائي نوع نباتي شجري من جنس السنديان من الفصيلة الزانية.

## الموئل والانتشار
ينتشر هذا النوع في جنوب شرق الولايات المتحدة.